# Kartonmöbel
Kartonmöbel oder Pappmöbel werden aus Pappröhren, Wabenplatten, Karton, Wellpappe oder Kombination dieser Materialien hergestellt. Sie sind leicht und lassen sich mit wenigen Handgriffen und zumeist ohne die Nutzung von Werkzeugen aufbauen.
Eine einfache und bekannte Form ist der Hocker aus Wellpappe (Papphocker).

## Geschichte
In vorangegangenen Jahrhunderten waren Papiermaché-Möbel geläufige Objekte. Bereits im 18. Jahrhundert arbeiteten die Manufaktur Stobwasser und die Pappmachédynastie Adt mit diesem Material. Karton wurde gepresst, mit Leinöl getränkt und anschließend unter Hitzeeinwirkung gehärtet. Damals wurde oft versucht, gängige Formen und Materialien zu imitieren. Heute wird bewusst auf Materialität, Verarbeitung und Konstruktion als Ausdrucksmittel geachtet.
Haltbarkeit und Formstabilität wird durch Einsatz entsprechender Konstruktionen erzielt. Seit dem letzten Jahrhundert entwerfen Designer und Architekten in Serien gefertigte Kollektionen.
Peter Raacke stellte bereits im Jahr 1966 solche Möbel vor.

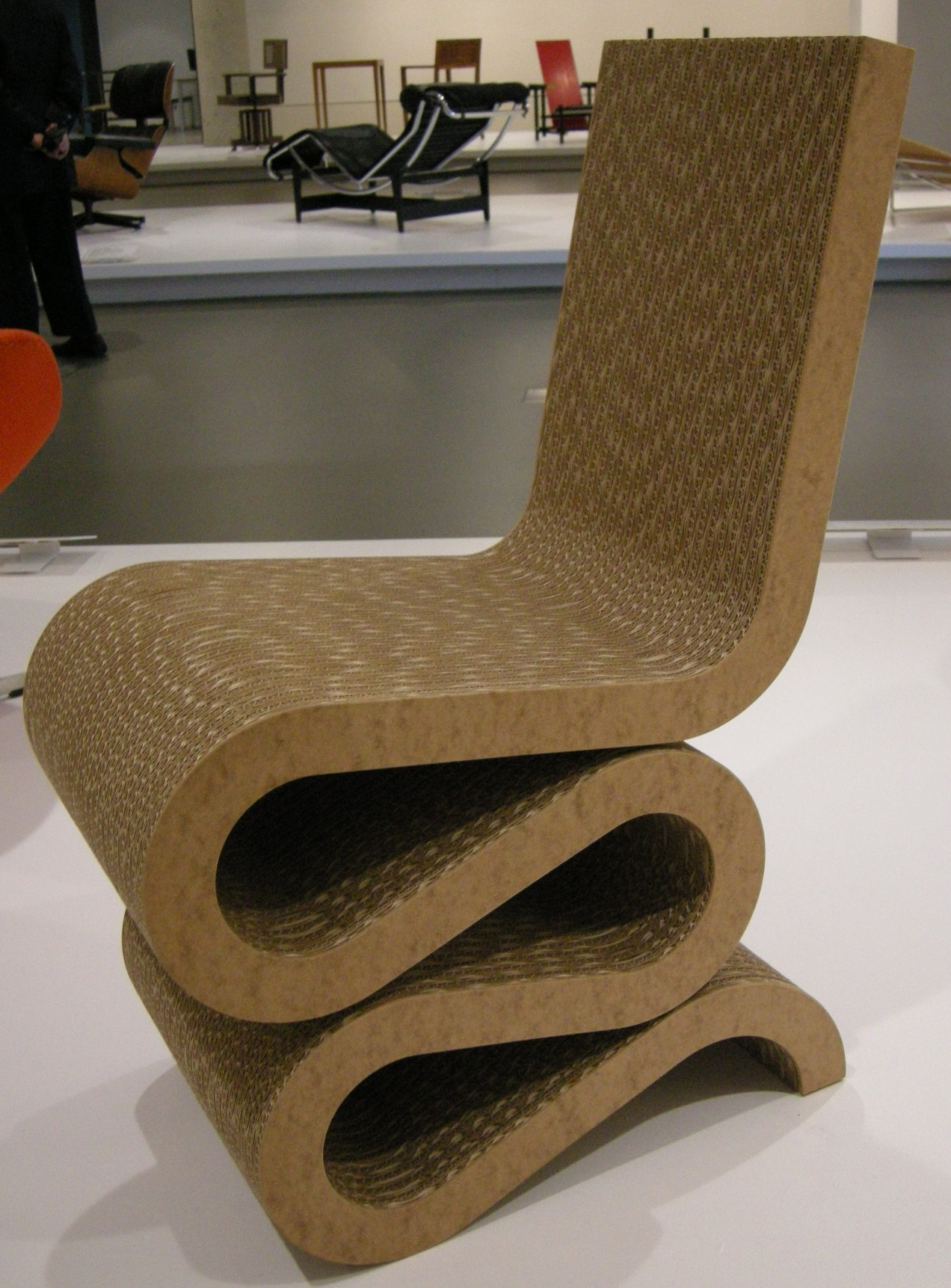
NGV design, Frank Gehry, wiggle side chair, 1972

Größere Bekanntheit erhielten die Kartonmöbel Anfang der siebziger Jahre, als der amerikanische Architekt Frank Gehry mit Wellpappe experimentierte. Als erste seiner Entwicklungen gingen siebzehn Entwürfe der „Easy-Edges-Linie“, darunter der „Wiggle Chair“, in Produktion. Seine Arbeiten – oft in Einzelfertigung – gelten eher als Kunstobjekte denn als Gebrauchsgut. In den siebziger Jahren wurde der Gedanke der Serienproduktion – u. a. durch Hans-Peter Stange – wieder aufgenommen. Sein aus zwei Teilen bestehender Falthocker aus Wellpappe kommt mit einem Minimum an Material aus und wird in Serie hergestellt. Neben weiteren Produkten folgte 1989 ein Bett aus Wellkarton, das inzwischen weltweit vertrieben wird. Betten aus gefalteten und gesteckten Wellpapp-Zuschnitten finden sich seit 2014 bei Room in a Box.

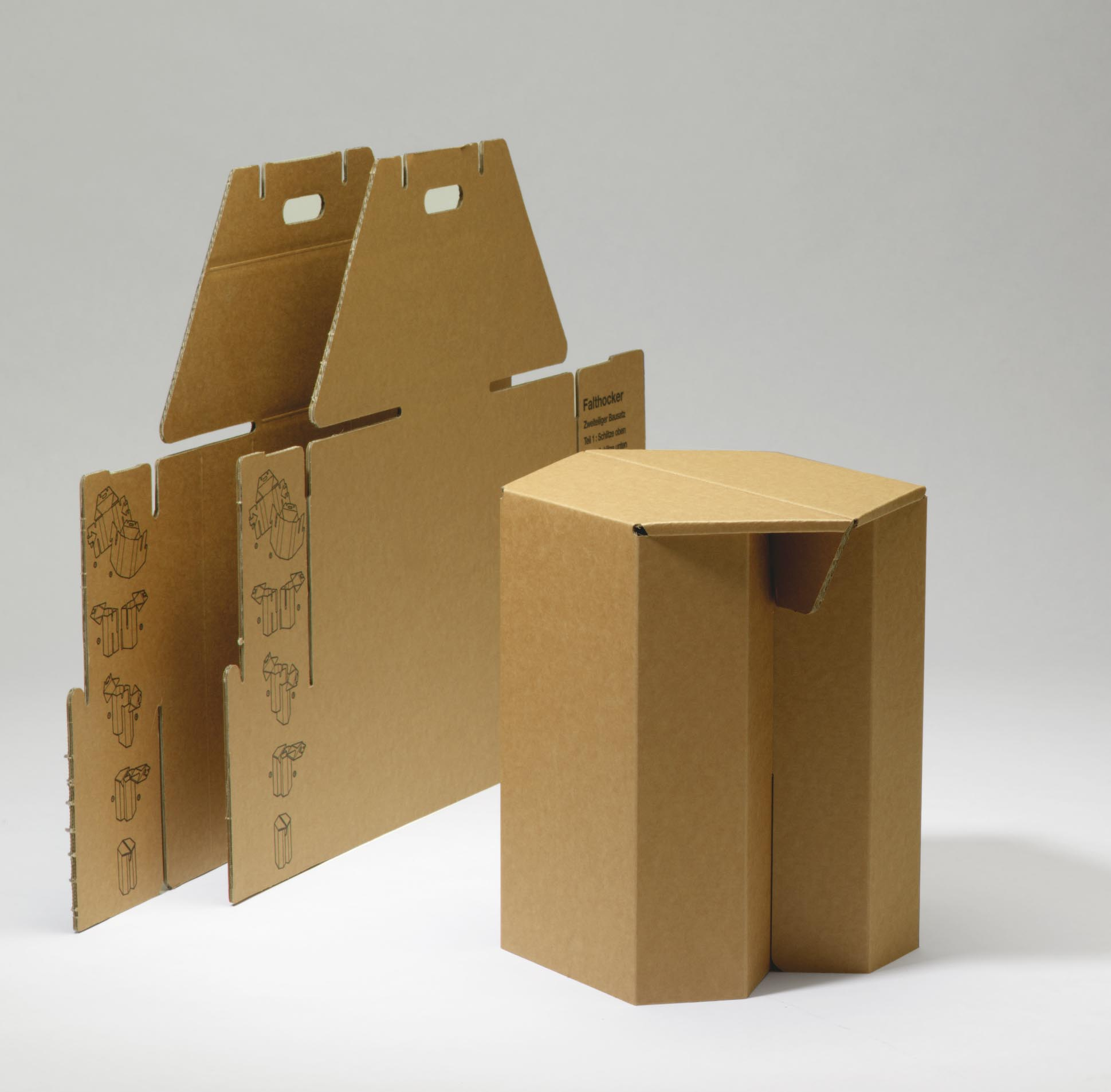
Falthocker, Design: Hans-Peter Stange, Berlin 1979
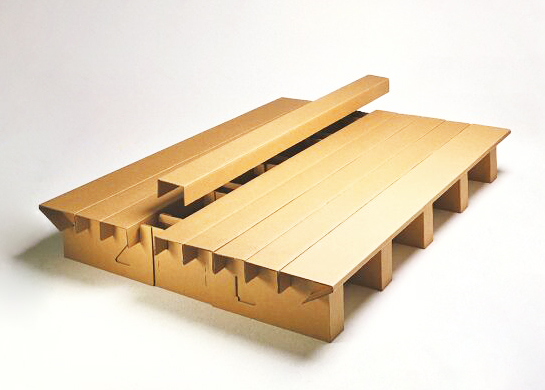
Pappbett, Design: Hans-Peter Stange, Berlin 1989
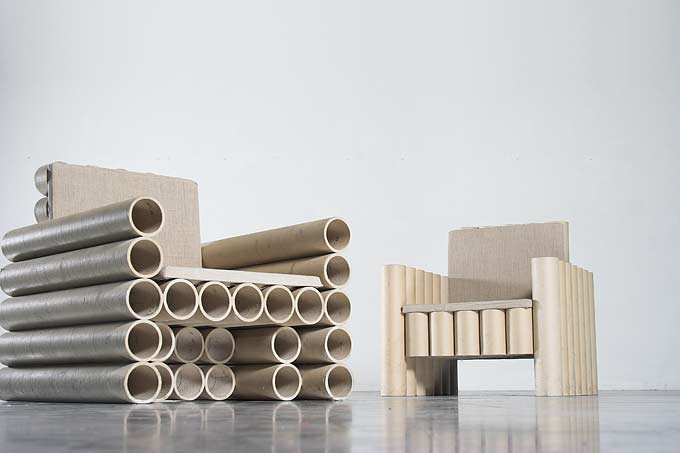
Paper tube chair, Designer: Manfred Kielnhofer, Linz 2002
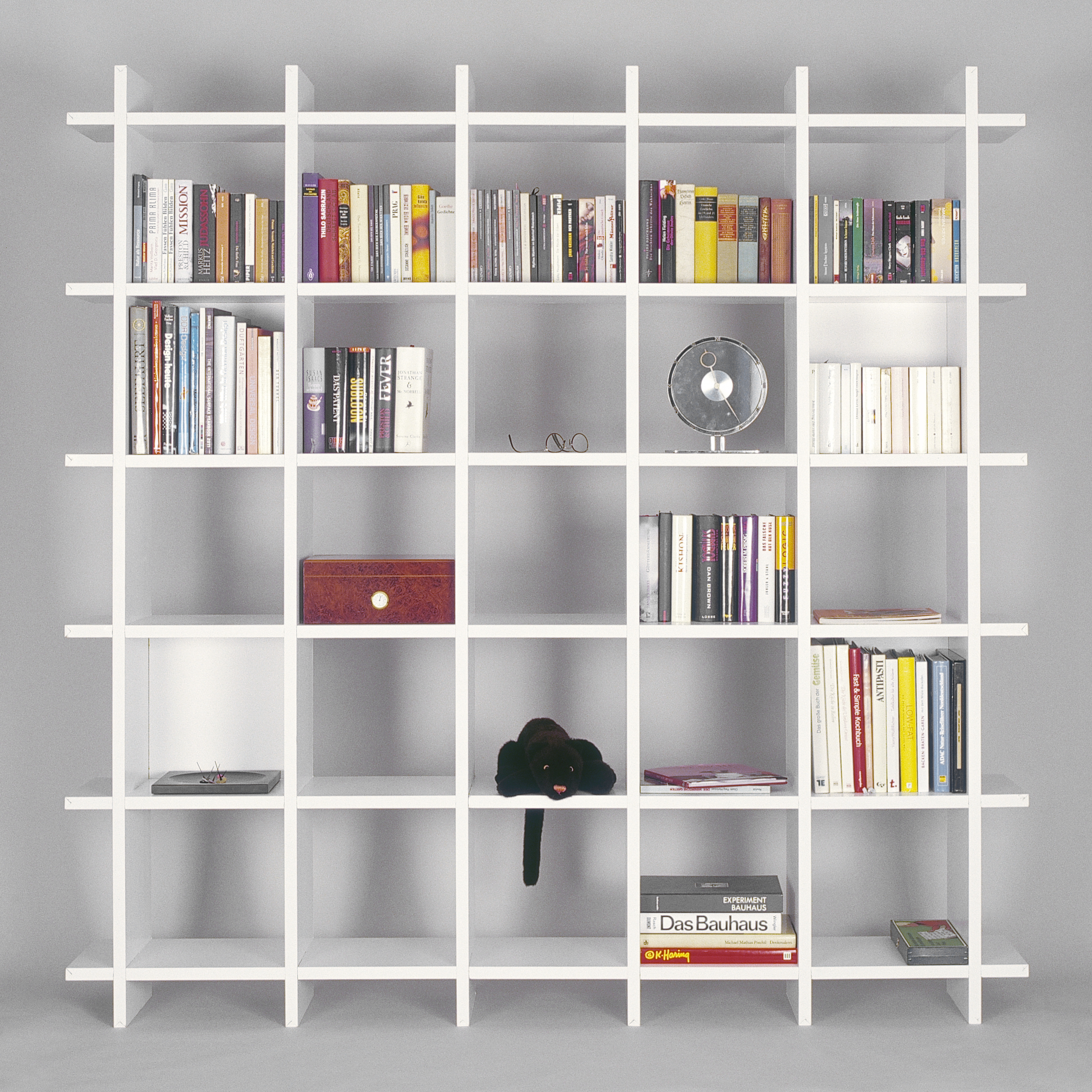
Pappregal, Design: Frank Huster
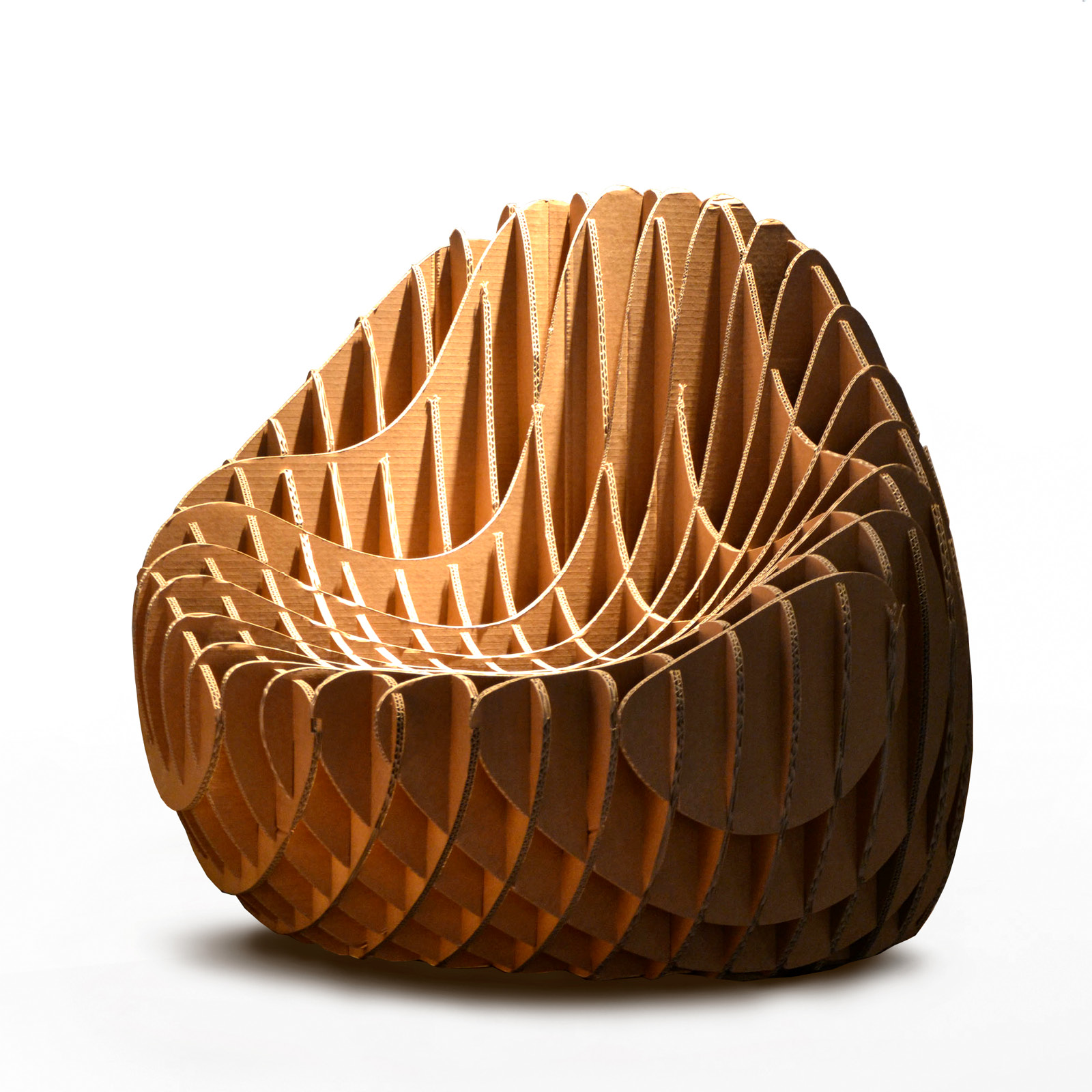
Steckstuhl MC 205, Design: Maximilian Hansen (Nordwerk Design), 2013

Seit 2003 entwerfen und produzieren Stephanie Forsythe und Todd MacAllen (Molo) Papierwaben, die reversibel zu Mobiliar und räumlichen Elementen verformt werden. Manfred Kielnhofer entwickelte 2009 Sitzmöbel aus Karton-Röhren (Paper tube chair), die aber nur als Einzelstücke gefertigt und über Galerien angeboten werden.

## Heutige Produkte

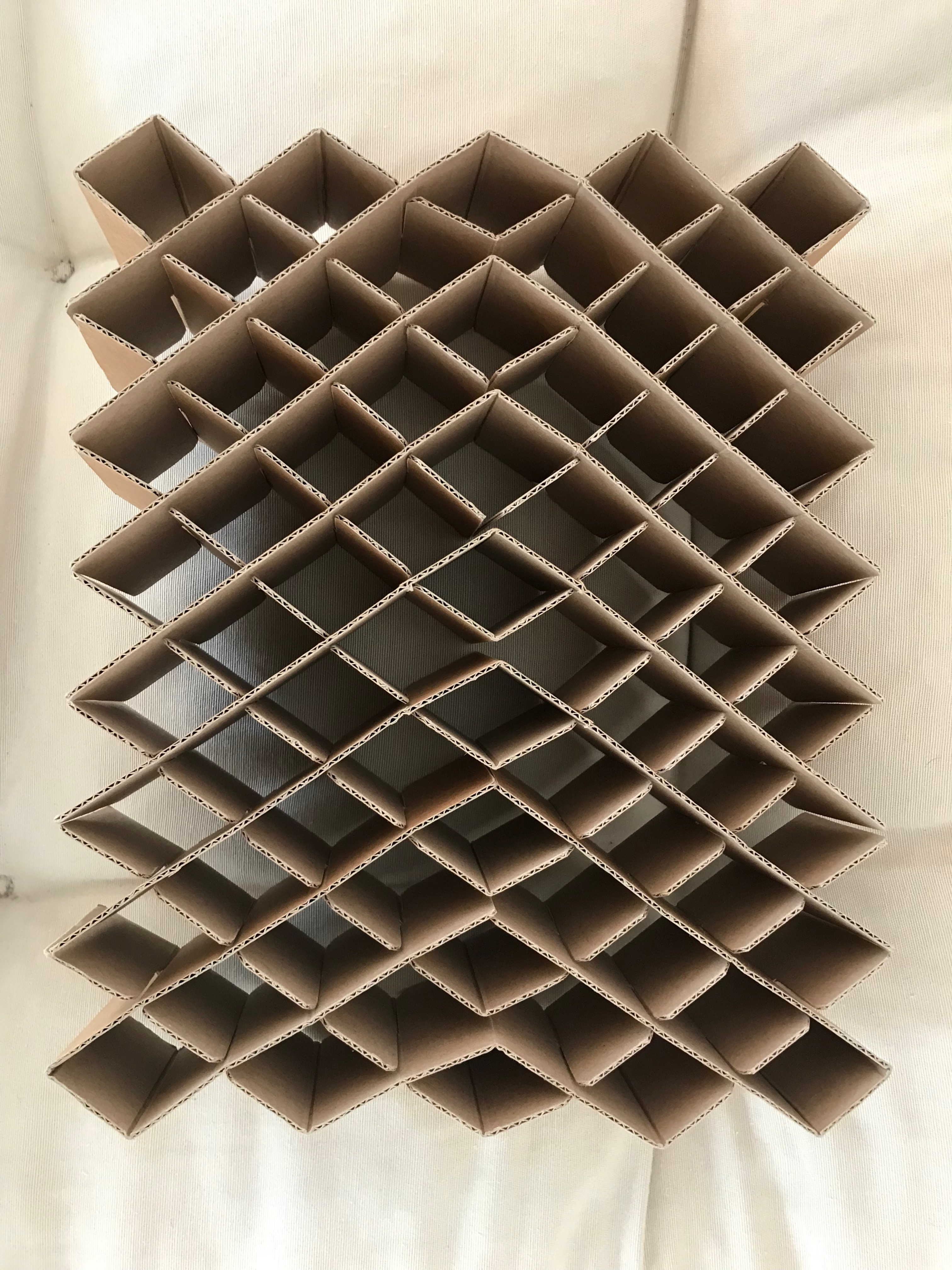
Pappbett, Design: ROOM IN A BOX, Berlin 2014

Auf dem Markt finden sich sehr unterschiedliche Produkte wie Hocker, Bänke, Tische, Regale, Einschübe und Betten. Manchmal sind diese bedruckt, um die Kartonoberfläche zu variieren. Das Marktangebot wird breiter, häufig wird mit der zunehmenden Bedeutung von Nachhaltigkeitsfragen argumentiert. 
In der Regel werden zur Herstellung von diesen Möbeln Karton, Wellkarton, Platten aus Papierwaben mit Deckschichten aus Test- und Kraftlinern verwendet. Manchmal nur Papierwaben oder Papierwabenplatten ohne Deckschicht. Dabei handelt es sich immer um vollständig oder teilweise recycelte Papierwerkstoffe.

## Material
Vollpappe/Karton
Flächengewicht ab mind. 300 g/m²
Wellpappe
Sinuswelle mit Deckpapier, ein- oder mehrlagig, Flächengewichte je nach Aufbau
Testliner und Kraftliner
als Kern- und Deckpapiere
Unkaschierte Waben und Wabenplatten
Die Herstellung von reinen Waben erfolgt z. B. durch das lineare Verleimen von Papieren, die auseinandergezogen werden. Wellpappen, die flächig miteinander verleimt werden, bilden Blocks, die senkrecht zur Wellenrichtung getrennt werden. Dadurch entsteht eine Platte.
Unterschiedliches Gewicht und (später) Tragverhalten resultieren aus der Höhe der Sinuswelle.
Kaschierte Wabenplatten
Wabenplatten wie zuvor beschrieben, jedoch mit beidseitigen Decks aus Test- oder Kraftliner. Kaschierte Wabenplatten können auch mit geschlossener Kante hergestellt werden.

## Konstruktion

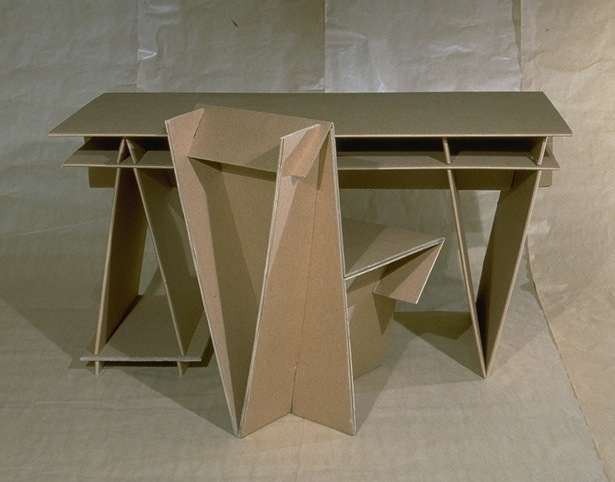
Tisch/Stuhl: Falt- und Steckprinzip
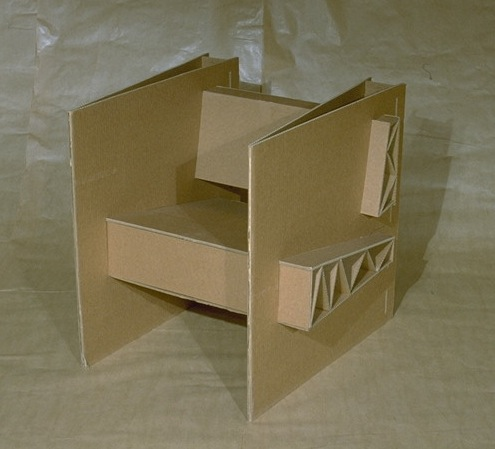
Sessel: Falt- und Steckprinzip
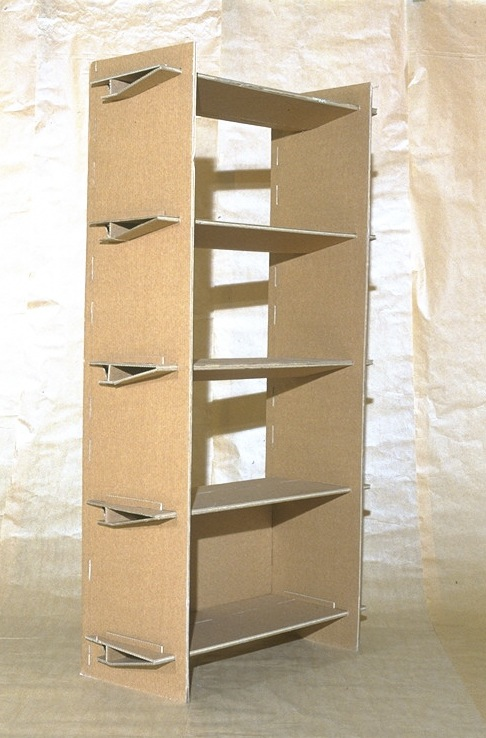
Regal: Falt- und Steckprinzip
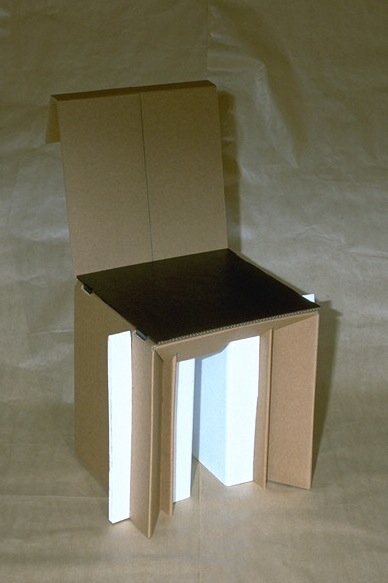
Stuhl: Falt- und Steckprinzip
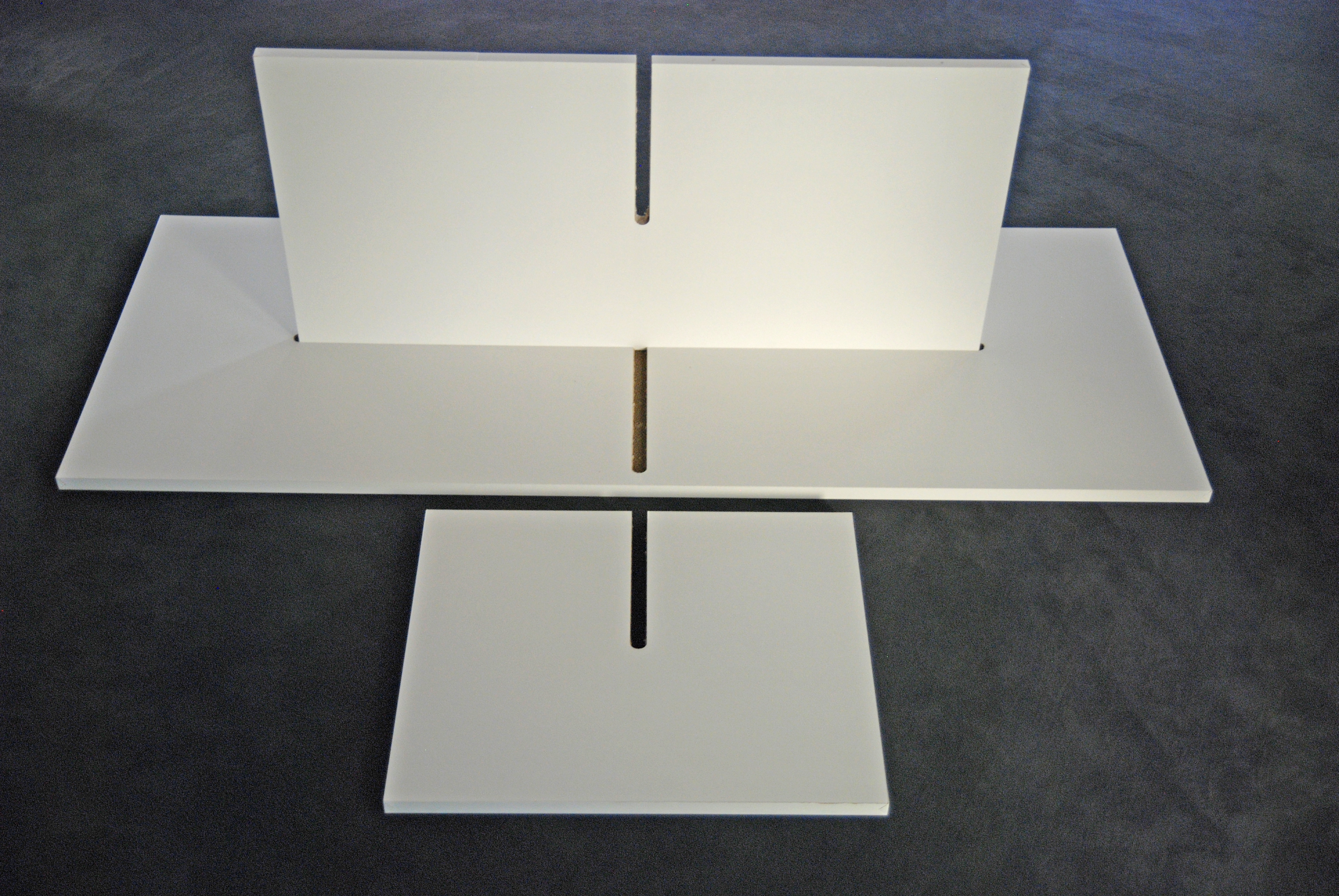
Steckverbindung mit Wabenplatten

Falten
Durch Falten und Umlegen an vorher definierten und geprägten Stellen wird die Steifigkeit und damit die Tragfähigkeit von Flächen erhöht.
Stecken
Ebene oder bereits gefaltete Flächen werden in Schlitze oder andere Ausnehmungen gesteckt. Dadurch wird die Stabilität erhöht und/oder eine Kombination einzelner Elemente möglich.
Verwendung von Röhren aus Pappe
Pappröhren weisen eine hohe Tragfähigkeit bei vertikaler oder horizontaler Belastung auf. Sie müssen, um Möbelelemente zu bilden, untereinander durch Kleben oder andere Hilfsmittel verbunden werden.
Schichten
Durch Aufeinanderschichten und Verkleben einzelner Zuschnitte aus Wellpappe entstehen blockartige Konstruktionen, die bei vertikaler Belastung sehr tragfähig sind.
Konstruktionen mit unkaschierten Wabenplatten
Wabenplatten ohne Deckschichten sind leicht zu verformen. Um sie tragfähig zu machen, müssen sie nach der Verformung gehalten oder fixiert werden.
Konstruktionen mit kaschierten Wabenplatten
Durch die Verklebung von Test- oder Kraftlinern mit senkrecht stehenden Papierwaben entstehen hoch tragfähige Bauteile, die in der Regel durch Stecken oder Verkleben zu Möbeln wie Hockern, Regalen und Tischen gefügt werden. Das ist die aufwändigste und gleichzeitig leistungsfähigste Konstruktionsform.

## Patentschriften, Gebrauchsmuster und eingetragene Designs
- Günther Reinstein (Hannover): Möbel aus Pappe. Österreichische Patentschrift 46100 (Anmeldetag: 30. Oktober 1909)[1]
- Allo Assmann (Enger): Stuhl und Hocker aus Wellpappe. Gebrauchsmuster DE 1997033 (Anmeldetag: 31. Juli 1968)
- Papierfabrik Ludwig Osthushenrich KG (Herzberg/Harz; heute Smurfit Kappa Group): Stuhl, insbesondere Kinderstuhl, aus Pappe.  Patent DE 6810768 (Anmeldetag: 10. Dezember 1968)
- Smeets und Schippers Int. (Frankfurt): In einen Verkaufsständer umwandelbarer Sessel aus Wellpappe. Gebrauchsmuster DE 7042529 (Anmeldetag: 17. November 1970)
- Frank O. Gehry (Santa Monica): Möbelstück od. dgl. Patent US 2259968.4 (Anmeldetag: 7. Dezember 1972)
- Co-Pak Verpackung GmbH (Nieder-Roden): Kinderstuhl aus Wellpappe. Gebrauchsmuster 7533423 (Anmeldetag: 18. Oktober 1975)
- Thimm KG (Northeim): Zusammensteckbares Möbelstück aus mehreren Zuschnittsteilen aus Wellpappe, Vollpappe o. dgl. Gebrauchsmuster G83164545 (Anmeldetag: 4. Juni 1983)
- Europa Karton AG (Hamburg): Insbesondere Ablagezwecken dienendes tragfähiges und standfestes, insbesondere vertikal belastbares Möbelstück aus faltbarem Material, insbesondere Wellpappe. Patent EP 0222130 (Anmeldetag: 30. September 1986)
- Bruno Rousseaux (Paris): Cardboard furniture constructable by children – is made from parallel sheets with tongues engaging in slots in end panels joined by transversal sections. Gebrauchsmuster FR 2645040 (Anmeldetag: 3. April 1989)
- Hans-Peter Stange (Berlin): Liegemöbel. Patent P 39 32 773.6 (Anmeldetag 28. September 1989), insgesamt 38 Patente und Gebrauchsmuster
- Rodger A. McCuliough (Convington): Child’s Furniture and Method of Making. Patent US 5263766 (Anmeldetag: 23. November 1993)
- ROOM IN A BOX GmbH & Co. KG (Berlin): Bausatz und Einrichtungsgegenstand und Verfahren zu dessen Herstellung. Patent DE 201410106608 (Anmeldetag: 12. Mai 2014)